# بستان (أوزبكستان)
بستان (سابقا: باز) هي بلدة ومركز مقاطعة بستان في ولاية أنديجان في أوزبكستان.